# Linite plástica
A linite plástica ou doença de Brinton é um tipo específico de tumor observado no câncer gástrico - adenocarcinoma difuso indiferenciado - que infiltra extensamente a parede gástrica. O estômago se transforma numa bolsa de paredes rígidas facilmente reconhecível à radiologia. Infiltra difusamente todas as camadas da parede e todas as regiões do estômago. O termo linite advém da infiltração da camada muscular. O contraste entre o tumor e os feixes musculares lembra fibras de linho. O órgão fica espessado, enrijecido e perde as pregas da mucosa. Há também redução da capacidade e perda dos movimentos peristálticos (daí o adjetivo 'plástica'). Histologicamente o tumor é muito indiferenciado, constituido por células soltas arredondadas, freqüentemente com vacúolo central contendo muco, comumente denominadas células em anel de sinete.
Classificado como tumor avançado, com classificação 4 de Bormann.
Tratamento com gastrectomia total com margens de 10 centímetros, linfadenectomia a D2 e término do estadiamento intraoperatório, com análise de líquido ascítico (se houver). QT e RDT não alteram a evolução.
1. ↑  «Anatpat-UNICAMP». anatpat.unicamp.br. Consultado em 21 de janeiro de 2021